# Behavioral Strategy
Behavioral Strategy verbindet Erkenntnisse aus der Neuro-, Sozial-, Kognitions- und Tiefen-Psychologie mit der Theorie des Strategischen Managements, sodass verhaltenswissenschaftliche Aspekte in der Entwicklung und Umsetzung von Unternehmensstrategien berücksichtigt werden.
Behavioral Strategy ist ein noch relativ junger Ansatz zur Erforschung psychologischer Einflüsse auf die Unternehmensstrategieentwicklung und wendet diese in der Strategieentwicklung, im Strategischen Management und in der Implementierung von Strategien an. Er knüpft an die ebenfalls noch jungen Felder „Behavioral Finance“ und „Behavioral Economics“ an. Mit seiner Hilfe soll erreicht werden, dass die Strategielehre stärker in realistischen Annahmen über menschliche Kognitionen, Emotionen und sozialen Interaktionen verankert wird und dadurch mehr Praxisrelevanz erhält.
Damit rücken verhaltenswissenschaftlich fundierte Erfolgsfaktoren für gute strategische Entscheidungen, für die Umsetzung im Unternehmen und deren Ausstrahlungseffekte auf Führungssysteme und Unternehmensfinanzierung verstärkt ins Blickfeld der Forschung und können für die Praxis anwendbar gemacht werden.
Als fächerübergreifender Ansatz werden in „Behavioral Strategy“ verschiedene Theoriefelder wie verhaltenswissenschaftliche Aspekte in der Ökonomieforschung mit der klassischen Strategielehre, mit Führungs- und Entscheidungslehre, mit Transformations-Management, Change-Management und mit Organizational Behavior verknüpft. Die Erkenntnisse lassen sich als Grundlage für eine ganzheitliche Unternehmensführung nutzen, die Strategisches Management und Change-Management mit Führungsfragen verbindet.

## Historie
Im deutschsprachigen Raum hat sich Claudia Nagel als Erste seit 2007 in Vorträgen und Veröffentlichungen mit dem Ansatz von Behavioral Strategy beschäftigt. Auf der Basis von theoretischen und praktischen Erkenntnissen des psychodynamischen Change-Managements hat sie zunächst die psychodynamische Strategieberatung entwickelt hat und diesen Ansatz dann weiter ausgearbeitet zu Behavioral Strategy. Die erste und bisher einzige Monographie wurde 2013 von Claudia Nagel unter dem Titel „Behavioral Strategy. Denken und Fühlen im Entscheidungsprozess. Das Unbewusste und der Unternehmenserfolg“ in Deutsch und im Folgejahr in Englisch veröffentlicht. Ein erster englischsprachiger Sammelband erschien ebenfalls 2014 mit Das, T.K. als Herausgeber: Behavioral Strategy: Emerging Perspectives.
In der englischsprachigen wissenschaftlichen Literatur taucht der Begriff seit 2011 häufiger auf. Er wurde umfassend eingeführt durch ein so benanntes Sonderheft des Strategic Management Journals (SMJ). Als Vorreiter gelten hier Lovallo, Fox & Sibony (2011) und Gerard P. Hodgkinson & Mark P. Healey (2011, 2014) mit ihren jeweils wegweisenden Beiträgen.
Der Ansatz ist nicht im eigentlichen Sinne neu, sondern lässt sich in Verbindung bringen mit einer Vielzahl von bereits existierenden und teilweise sehr berühmten Arbeiten wie beispielsweise zu Biases in der Entscheidungstheorie von Daniel Kahneman und Amos Tversky, zur Verhaltenstheorie der Unternehmung (Richard Cyert & James March), mit Kognitiven Schemata und Sinn in Organisationen (Karl E. Weick), zum Einfluss der Persönlichkeit von CEOs (Kets de Vries & Danny Miller, 1984), zur Rolle und Bedeutung von Top Management Teams (Hambrick & Mason, 1984), zur dominanten Logik (Prahalad & Bettis, 1986). Alle haben indirekte Vorarbeiten zu diesem Thema geleistet.
Die Einführung des Begriffes Behavioral Strategy wurde jedoch vor allem deswegen notwendig, weil einerseits die Entwicklung der Strategischen Managementlehre nicht mit den Entwicklungen in den Feldern der Behavioral Economics mitgehalten hat und zum anderen die neueren neurowissenschaftlichen und tiefenpsychologischen Erkenntnisse noch keinen Eingang gefunden haben. Durch den neuen Oberbegriff der Behavioral Strategy können alle Ansätze unter diesem Dachbegriff zusammengeführt, so dass zudem diese Forschungserkenntnisse besser für eine praxisrelevante Weiterentwicklung des Strategischen Managements dienen. (Lovello et al. 2011, Nagel 2013)
Beispielhaft für Arbeiten zum Themenbereich von Behavioral Strategy, die den Begriff noch nicht verwenden, kann hier die Auseinandersetzung von C. K. Prahalad und Gary Hamel zu der Frage des strategischen Scheiterns und den mentalen Modellen genannt werden.
Auf der europäischen Konferenz EURAM (European Academy for Management) gibt es seit 2015 einen Bereich (T13 09), der zum Thema Behavioral Strategy forscht.

## Inhalte heute
Unter dem Oberbegriff von Behavioral Strategy werden heute eine große Bandbreite verhaltenswissenschaftlicher Einflussfaktoren auf Unternehmensstrategie diskutiert, die einzeln oder in ihrer Beziehung untereinander auf das Strategische Management einwirken. Diese sind Kognitionen und Biases, Emotionen und die Psychodynamik auf individueller wie Arbeitsgruppenebene. Diese lassen sich im Prinzip nur sehr begrenzt getrennt voneinander untersuchen, da gerade ihr komplexes Zusammenspiel auf individueller und Gruppenebene das Denken und Entscheiden beeinflusst.
Eine prozessorientierte Betrachtung verdeutlicht das Zusammenwirken der einzelnen Elemente.

### Prozessorientierte Betrachtungen
Eine von Nagel (2015) entwickelte, am Strategieprozess orientierte Betrachtung verbindet die Arbeiten von Teece (2007, 1997), die im Zusammenhang mit Dynamic Capabilities entstanden sind, mit den Arbeiten zu Strategic Choice von Finkelstein, Hambrick, und Canella (2009). Aus der Verknüpfung dieser beiden Ansätze lässt sich ein dreistufiges Prozessmodell für den strategischen Transformationsprozess ableiten.
In einer idealen Welt beginnt der Strategieprozess mit dem CEO, der auf seine individuelle und spezifische Weise auf strategisch relevante Stimuli reagiert. Seine Wahrnehmungen werden in einem individuellen Filterprozess verarbeitet und resultieren in einer subjektiven Interpretation der strategischen Situation des Unternehmens. Generisch heißt dies bei Teece „Wahrnehmen von strategischen Möglichkeiten und Bedrohungen“ (Sensing). Im nächsten Schritt wird die individuelle Sicht des CEOs in einem Dialog mit dem Topmanagementteam weiterentwickelt, verändert und verfeinert, so dass die Auswahl einer strategischen Alternative erfolgen kann. Bei Teece geht es hier um die Kompetenz des Wählens einer Opportunität (Seizing). In einem dritten Schritt erfolgt die Neu-Orchestrierung der Assets, die durch eine Transformation der entsprechenden Ressourcen im Unternehmen erreicht wird. Teece nennt dies denn auch die „Fähigkeit zur Rekonfigurierung der Asset-Basis“/Reconfiguring. Diese drei Stufen und generischen Fähigkeiten laufen nicht linear hintereinander ab, auf jeder wirken psychologische Einflussfaktoren. Anhand dieses Prozessmodells lassen sich diese psychologischen Bausteine, die Einfluss auf den strategischen Managementprozess nehmen, verorten und in ihrer Wirkung getrennt voneinander untersuchen.

### Biases und Heuristics
Kognitive Biases, die vor allem durch die Arbeiten des Nobelpreisträgers Kahneman populär geworden sind, haben in den ersten Jahren das Feld von Behavioral Strategy dominiert. Das liegt daran, dass Behavioral Finance und Behavioral Economics sich als Vorreiter in diesem Feld intensiv mit Biases beschäftigt haben (z. B. Daxhammer/Facsar 2012: Behavioral Finance, utb, Beck H. Behavioral Economics 2014: Eine Einführung, Springer Gabler). Kognitive Verzerrungen können grundsätzlich jede strategische Entscheidung beeinflussen, weil sie ein natürlicher Bestandteil menschlicher Wahrnehmungs-, Beurteilungs- und Entscheidungsprozesse sind. Oberste Entscheidungsgremien in Unternehmen sind zudem besonders anfällig für den Confirmation Bias, Overoptimism, Overconifidence und Loss Aversion. Diese Verzerrungsfehler werden daher häufig im Rahmen von verhaltenswissenschaftlichen Auseinandersetzungen mit strategischer Unternehmensführung untersucht.
Während kognitive Verzerrungen vor allem Fehlschlüsse behandeln, lassen sich diese Verzerrungen von einer anderen Perspektive als Entscheidungshilfe- und -unterstützer verstehen, bei denen das menschliche Gehirn aus Zeit- oder Informationsgründen quasi eine Abkürzung benutzt. Diese positive Funktion von Heuristiken, auch Faustregeln genannt, beschäftigt Gerd Gigerenzer und sein Team am Max-Planck-Institut.

### Individuelle und soziale Kognitionen
Im Rahmen von Behavioral Strategy wird im Bereich der Kognitionen untersucht, inwieweit durch psychologische oder soziale Mechanismen induzierte mentale Prozesse die Unternehmung beeinflussen. Durch diesen Zusammenhang können die Hintergründe und das Wirken kognitiver Verzerrungen und Heuristiken exploriert und erklärt werden. Die Untersuchung der Zusammenhänge von Sozialer Identität, Gruppenmitgliedschaften und der entsprechenden Gruppenfokusmentalität (Huy 2011) ist ein Beispiel für diese Betrachtungsweise. Andere Beispiele sind sozial wirksame Biases wie soziale Stereotype, Groupthink (Janis) und Komplexe auf Gruppenebene.

### Emotionen im Allgemeinen
Insbesondere seit Damasios Untersuchungen zur Theorie der Somatischen Marker ist deutlich geworden, dass Denken und Fühlen, also Kognition und Emotion untrennbar miteinander verknüpft sind. Im Strategischen Management spielt dabei vor allem Erfahrungslernen im Management eine wichtige Rolle, denn es werden hier beim Manager ein inneres, individuelles Präferenzsystem mit verschiedenen Klassen äußerer Reize (Unternehmens-, Markt-, Kundenentwicklungen) verknüpft. Über bewusste und unbewusste emotionale Bewertungen werden Wahrnehmungs- und Aufmerksamkeitsprozesse in inhaltlich und in ihrer Richtung gesteuert und beeinflussen daher strategische Entscheidungen maßgeblich (Nagel 2013). Vor allem Hodgkinson und Healey (2011, 2014) haben in ihren Arbeiten den Einfluss von Emotionen auf Strategisches Verhalten untersucht. Gefühls-Management, Selbstregulierung und Selbstreflexion auf der Ebene des Top-Managements spielen als Kernkompetenz für Strategisches Management eine wichtige Rolle. Hierzu gehört auch die Erkenntnis, dass es unter bestimmten Umständen – wenn der Manager Experte in dieser spezifischen Entscheidungssituation ist – es sinnvoll ist, seiner Intuition zu vertrauen. (Gigerenzer, 2009, Kahneman 2011, Hodgkinson, Hodgkinson & Healey 2011, 2014, Nagel 2013)

### Psychodynamik und die Rolle der Angst als besondere Emotion
Die Analyse der Psychodynamik beruht auf psychoanalytischen Theoriemodellen (Psychoanalyse Freud, Analytische Psychologie C. G. Jung), es werden unbewusste Prozesse auf individueller und auf Gruppenebene betrachtet. Dabei kommt der Angst eine bedeutende Rolle zu. Gerade im Management werden Angst und Ängste abgewehrt, tabuisiert und verdrängt. Und dies, obwohl Angst und Nachdenken über die Zukunft im Gehirn miteinander verknüpft sind. Aus der Angst vor der Ungewissheit der Zukunft entsteht das Bedürfnis nach Planung und Kontrolle. Durch Planung und Kontrolle wird die (unbewusste) Angst in Schach gehalten und fühlt sich an, als wäre sie nicht mehr vorhanden. (Gilbert, Nagel 2013) Wenn Angst tabuisiert und verdrängt wird, wenn sie sozusagen unbewusst wird, entstehen eine Reihe von mehr oder weniger neurotischen Abwehrreaktionen. Diese haben eine eingeengte oder realitätsferne Wahrnehmung der äußeren Umwelt zur Folge. Dies gilt auch für Manager, denn die strategische Situation des Unternehmens kann durch ihn nicht mehr vollumfänglich realistisch wahrgenommen werden. Das ist außerordentlich kritisch zu bewerten, weil die Konsequenz das Eingehen zu hoher Risiken oder überhaupt keiner Risiken sein kann. Auch eigenmächtige Einzelentscheidungen oder Übereinbindung von zu vielen Teilnehmern in den Entscheidungsprozess sind eine mögliche Folge davon. Hiergegen hilft nur, sich aktiv und bewusst mit den eigenen Angstgefühlen auseinanderzusetzen, denn nur dann vernebeln sie nicht den Blick auf Wirklichkeit. (Nagel, 2015 “Behavioral Strategy: Integrating Psychology into Corporate Strategic Management Theory and Practice” Research Colloquium EBS, Oestrich-Winkel, 1. Juli 2015)

### Microfoundations und Dynamic Managerial Capabilities
In der neueren Forschungsliteratur zu Dynamischen Fähigkeiten (Dynamic Capabilities) werden seit einigen Jahren Mikrogrundlagen als Unterbau für erfolgreichen strategischen Wandel diskutiert. Dieses etwas unscharfe Konzept beinhaltet das auf Gruppen- oder Organisationsebene komplexe, emergente und aggregierte Zusammenspiel von Individuen, Prozessen und Strukturen. Ein Zweig versteht darunter auch dynamischen Management-Fähigkeiten, als kognitive Kompetenzen des Managers (Dynamic Managerial Capabilities: Helfat & Martin, Hefat & Peteraf). In der wissenschaftlichen Literatur wird gegenwärtig diskutiert, ob es sich um individuelle Fähigkeiten handelt (Gavetti 2005) oder um ein systemisches Konzept (Gavetti, 2012), oder auch Prozesse oder Strukturen (Eisenhardt, Furr, and Bingham (2010), Eisenhardt & Martin, 2000). Manche sprechen hier auch von einem transaktives Gedächtnis System auf organisationaler Ebene (Argote und Ren 2012). Schwierig ist dabei vor allem, dass sich die Dynamischen Fähigkeiten nicht entwickeln lassen, wenn man nicht genau benennen kann, wo sie zu finden sind und wie sie sich ausprägen.

## Anwendung in der Praxis
Das komplexe Feld von Behavioral Strategy findet zurzeit noch wenig Verbreitung in der Praxis. Als Vorreiter kommen Strategie- und Unternehmensberater in Betracht.
Wesentlicher Vorteil des Behavioral-Strategy-Ansatzes sind im Ergebnis vor allem qualitativ bessere strategische Entscheidungen und in der Folge auch bessere Implementierungsprozesse. Gerade bei Letzterem entstehen Kosteneinsparungen durch Vermeidung von Wiederholungsversuchen bei den sonst häufig versandenden Strategieimplementierungen. Nachteilig wirkt sich hingegen aus, dass die notwendige Voraussetzung, nämlich die Bereitschaft zur Selbstreflexion des Topmanagements, üblicherweise und qua Funktion und Selektion gering ausgeprägt ist. Obwohl der oberste Stratege im Unternehmen bekanntermaßen nach Porter ein praktischer Experte zur Analyse von Marktkräften sein muss, sollte er auch praktischer Psychologe sein, der eigene und fremde Denkprozesse analysieren kann.